# Ričica (rzeka)
Ričica – rzeka (ponornica) w Chorwacji. Jej długość wynosi 24,3 km.

## Opis
Powierzchnia jej dorzecza wynosi 218 km². Płynie przez Likę. Swe źródła ma w północno-zachodniej części Gračačkiego polja, na wysokości 595 m n.p.m., nieopodal wsi Raduč. Następnie płynie na południowy wschód. Jej szerokość waha się w przedziale 5–15 m, a głębokość 0,5–3 m. 
Jej dopływy to: Brničevo, Jadičevac, Rakitovac i Suvaja. Przed zbudowaniem zbiornika wodnego Štikada w 1984 roku jej wody wpływały do ponorów Gaćešina, Milićev ponor, Našića-ponor i Pojište. Współcześnie przepływają one pod Welebitem i wypływają na powierzchnię jako rzeka Dabarnica.